# تلمبة محمد أباد مهدي (مشيز بردسير)
تلمبة محمد أباد مهدي (بالفارسية: تلمبه محمدآباد مهدی) هي مستوطنة تقع في إيران في كرمان. يقدر عدد سكانها بـ 42 نسمة بحسب إحصاء 2016.